# Croce viaria

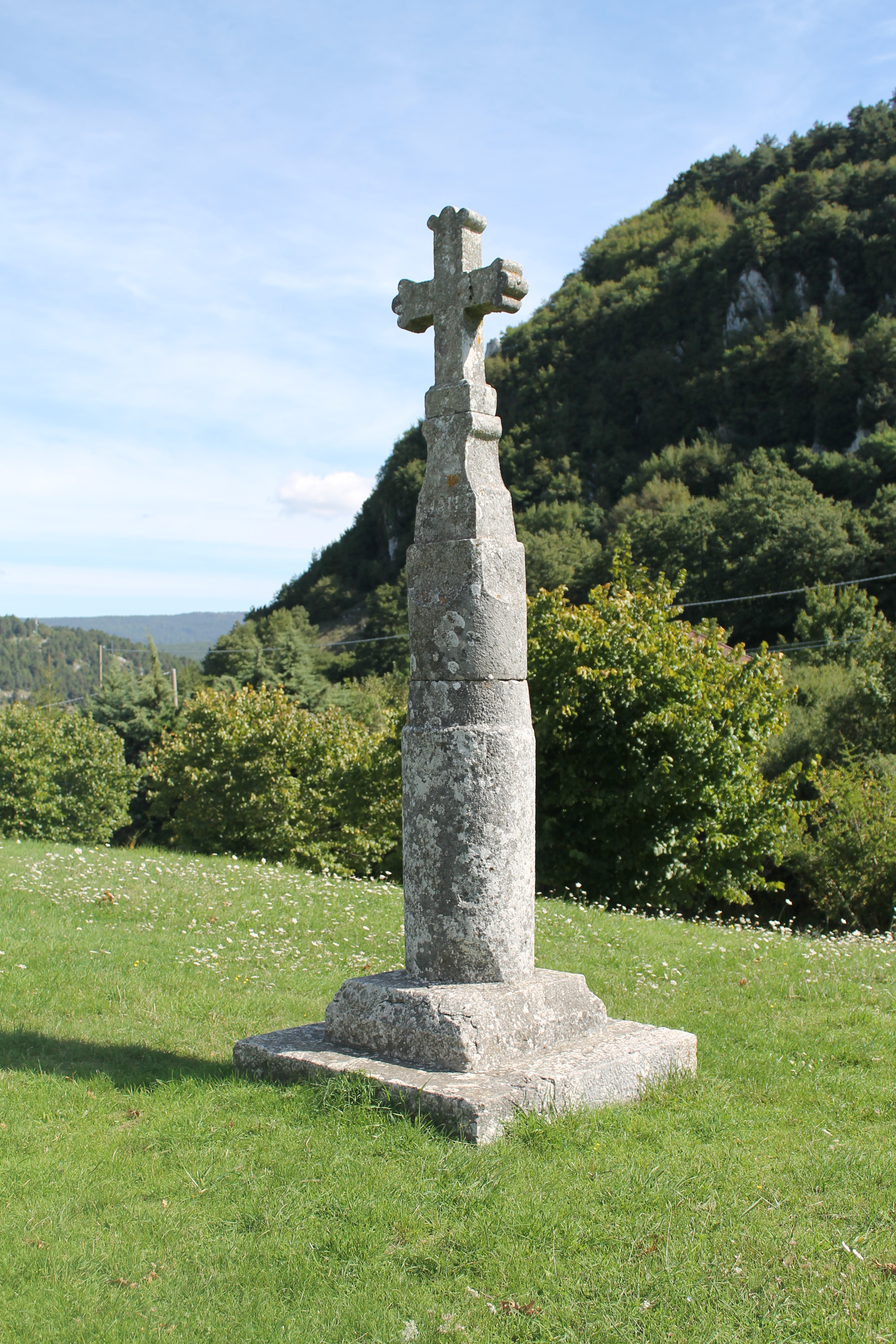
La croce viaria posta sul tratturo in località San Domenico nel Comune di Carovilli.

La croce viaria è un arredo architettonico tipico dell'epoca medioevale che caratterizzava sia il paesaggio urbano che quello rurale, generalmente costituita da un alto supporto, spesso ricavato da materiale di reimpiego, colonne come materiale di risulta ricavate da strutture in rovina, al cui vertice era posizionata una croce, in marmo o pietra meno nobile, massiccia e scolpita a rilievo.
Molte sono le croci viarie sopravvissute al passare dei secoli, alcune, come quella sita in località San Domenico nel Comune di Carovilli, che funge come segnavia del tratturo che attraversava la regione e facilitava la transumanza sul Monte Ferrante.